# Горний (Горненський міський округ)
Го́рний (рос. Горный) — селище міського типу, центр та єдиний населений пункт Горненського міського округу Забайкальського краю, Росія.

## Населення
Населення — 12341 особа (2010; 9761 у 2002).